# Scattered, Smothered and Covered
Scattered, Smothered and Covered is een verzamelalbum van B-kanten en rariteiten van de Amerikaanse rockband Hootie & the Blowfish. Dit album wordt genoemd als eerbetoon aan Waffle House, een populaire restaurantketen in het zuiden van de Verenigde Staten. Met name de titel van het album verwijst naar een menu van het restaurant, namelijk Hash Browns Potatoes (geraspte gebakken aardappel), gesmoord met gesnipperde uien en bedekt met gesmolten kaas.

## Tracklist
1. "Fine Line" - 3:32 (origineel door Radney Foster) - (van de cd single: Let Her Cry uit 1994)
2. "I Go Blind" - 3:14 (origineel door 54-40) - (van de cd single: Hold My Hand uit 1994)
3. "Almost Home" - 3:51 (origineel door The Reivers) - (van de Amerikaanse cd single: Let Her Cry uit 1995)
4. "Hey, Hey, What Can I Do" - 3:52 (origineel door Led Zeppelin) - (van het album: Encomium: A Tribute to Led Zeppelin uit 1995)
5. "Renaissance Eyes" - 5:04 (origineel door Don Dixon) - (van de cd single: Sad Caper uit 1996)
6. "Before the Heartache Rolls In" - 4:24 (origineel door Foster & Lloyd) - (van de cd single: Old Man & Me uit 1996)
7. "Araby" - 2:49 (origineel door The Reivers) - (van de cd single: Tucker's Town uit 1996)
8. "I'm Over You" - 4:18 (origineel door The Silos) - (van de cd single: Sad Caper)
9. "Gravity of the Situation" - 4:36 (origineel door Vic Chesnutt) - (van het album: Sweet Relief II uit 1996)
10. "I Hope That I Don't Fall in Love with You" - 2:58 (origineel door Tom Waits)
11. "Dream Baby" - 3:00 (origineel door Roy Orbison) - (van het soundtrack album: White Man's Burden uit 1995)
12. "Driver 8" - 4:27 (origineel door R.E.M.) - (van de cd single: I Will Wait uit 1998)
13. "Let Me Be Your Man" - 3:04 (origineel door New Grass Revival)
14. "Please, Please, Please Let Me Get What I Want" - 1:50 (origineel door The Smiths)
15. "Use Me" - 5:01 (origineel door Bill Withers) - (van de cd single: Time uit 1995)